# Масис (село)
Масис (арм. Մասիս) — село в Араратской области Армении. Основано в 1831 году.

## История
До 20 августа 1945 года село носило название Тоханшалу (Тоханшали, Тоханджалу). Его основали переселенцы из Персидских провинций Хой и Сельмас (Салмаст) в 1828-1829 годах.

## География
Село расположено в западной части марза, при автодороге  (Ереван—Арташат), на расстоянии 3 километров к северо-западу от города Арташат, административного центра области. Абсолютная высота — 840 метров над уровнем моря.
Климат
Климат характеризуется как семиаридный (BSk в классификации климатов Кёппена). Среднегодовая температура воздуха составляет 12,6 °C. Средняя температура самого холодного месяца (января) составляет −2,7 °С, самого жаркого месяца (июля) — 26,4 °С. Расчётная многолетняя норма атмосферных осадков — 278 мм. Наибольшее количество осадков выпадает в мае (47 мм).

## Экономика
Население в основном занималось выращиванием винограда, овощей и различных плодов, а также сельским хозяйством и скотоводством.
В XXI веке в селе имеется детский сад, школа, спорткомплекс, медицинское учреждение, дом культуры.

## Население
Исторически, село имело преимущественно армянское население.
| Население в XIX — XX веках | Население в XIX — XX веках | Население в XIX — XX веках | Население в XIX — XX веках | Население в XIX — XX веках | Население в XIX — XX веках | Население в XIX — XX веках |
| -------------------------- | -------------------------- | -------------------------- | -------------------------- | -------------------------- | -------------------------- | -------------------------- |
| Год                        | 1831                       | 1897                       | 1926                       | 1939                       | 1959                       | 1979                       |
| Население, чел.            | 176                        | 543                        | 473                        | 587                        | 935                        | 1437                       |

| Год переписи | Население в XXI веке | Население в XXI веке | Население в XXI веке | Население в XXI веке | Население в XXI веке | Население в XXI веке |
| Год переписи | Наличное население   | Наличное население   | Наличное население   | Постоянное население | Постоянное население | Постоянное население |
| Год переписи | Всего                | Мужчины              | Женщины              | Всего                | Мужчины              | Женщины              |
| ------------ | -------------------- | -------------------- | -------------------- | -------------------- | -------------------- | -------------------- |
| 2001         | 1434                 | 710                  | 724                  | 1656                 | 830                  | 826                  |
| 2011         | 1327                 | 635                  | 692                  | 1370                 | 663                  | 707                  |